# Glušci (Metković)
Glušci falu Horvátországban, Dubrovnik-Neretva megyében. Közigazgatásilag Metkovićhoz tartozik.

## Fekvése
Makarskától légvonalban 61, közúton 83 km-re délkeletre, Pločétól légvonalban 20, közúton 31 km-re keletre, községközpontjától 8 km-re délkeletre, a hercegovinai határ mellett fekszik.

## Története
A község egyetlen szerb települése a 17. század végén és a 18. század elején népesült be azzal egy időben, hogy Imotski környékére a török kézen maradt Boszniából mintegy ezer pravoszláv család érkezett. A földrajzi nevek (Drlića guvnine, Medića vrbe és Medića grabovine, Frančeve vrbe, Verajuša, Vekića masline, Galovuša, Balićuša) tanúsága szerint korábban horvát családok éltek itt, akik azonban a szerbek beözönlése idején elvándoroltak és ma már csak Orah (Pole) településrészen élnek. A település a török uralom alóli felszabadulás után a Velencei Köztársaság része lett. A velencei uralomnak 1797-ben vége szakadt és osztrák csapatok vonultak be Dalmáciába. 1806-ban az osztrákokat legyőző franciák uralma alá került, de Napóleon lipcsei veresége után 1813-ban újra az osztrákoké lett. 1880-ban 93, 1910-ben 126 lakosa volt.  1918-ban az új szerb-horvát-szlovén állam, majd később Jugoszlávia része lett. A második világháború idején a Független Horvát Állam része volt. A településnek 2011-ben 76 lakosa volt.

## Népesség
| Lakosság változása | Lakosság változása | Lakosság változása | Lakosság változása | Lakosság változása | Lakosság változása | Lakosság változása | Lakosság változása | Lakosság változása | Lakosság változása | Lakosság változása | Lakosság változása | Lakosság változása | Lakosság változása | Lakosság változása | Lakosság változása |
| ------------------ | ------------------ | ------------------ | ------------------ | ------------------ | ------------------ | ------------------ | ------------------ | ------------------ | ------------------ | ------------------ | ------------------ | ------------------ | ------------------ | ------------------ | ------------------ |
| 1857               | 1869               | 1880               | 1890               | 1900               | 1910               | 1921               | 1931               | 1948               | 1953               | 1961               | 1971               | 1981               | 1991               | 2001               | 2011               |
| 0                  | 0                  | 93                 | 89                 | 99                 | 126                | 0                  | 0                  | 138                | 146                | 153                | 130                | 106                | 97                 | 65                 | 76                 |

(1857-ben, 1869-ben, 1921-ben és 1931-ben lakosságát Metkovićhoz számították.)